# Spartak Kijów (piłka nożna kobiet)
Spartak Kijów (ukr. Жіночий футбольний клуб «Спартак» Київ, Żinoczyj Futbolnyj Kłub "Spartak" Kyjiw) – ukraiński kobiecy klub piłkarski z siedzibą w Kijowie.

## Historia
Chronologia nazw:
- 1992: ŻFK Junisa Ługańsk (ukr. ЖФК «Юніса» Луганськ)
- 1994: ŻFK Junisa Kijów (ukr. ЖФК «Юніса» Київ)
- 1995: ŻFK Spartak Kijów (ukr. ЖФК «Спартак» Київ)
- 1995: klub rozwiązano

Klub piłkarski ŻFK Junisa został założony w Ługańsku w 1992 roku. W sezonie 1992 zespół debiutował w Pierwszej Lidze Ukrainy, w której zajął trzecie miejsce. W rozgrywkach Pucharu Ukrainy dotarł do ćwierćfinału. W następnym sezonie w związku z rozszerzeniem Wyszczej Lihi Ukrainy klub już występował na najwyższym poziomie, gdzie zajął 8.miejsce. W rozgrywkach Pucharu Ukrainy osiągnął fazę półfinałową. W sezonie 1994 klub przeniósł się do Kijowa, dlatego zmienił nazwę na Junisa Kijów i zdobył wicemistrzostwo. W sezonie 1995 klub zmienił nazwę na Spartak Kijów i zdobył brązowe medale Mistrzostw Ukrainy. W rozgrywkach Pucharu Ukrainy ponownie dotarł do półfinału. Jednak potem przez problemy finansowe klub zrezygnował z dalszych występów i został rozwiązany.

## Sukcesy
- Wyszcza Liha:

wicemistrz: 1994
3 miejsce: 1995
- Puchar Ukrainy:

półfinalista: 1993, 1995